# Hans-Hermann Tiedje

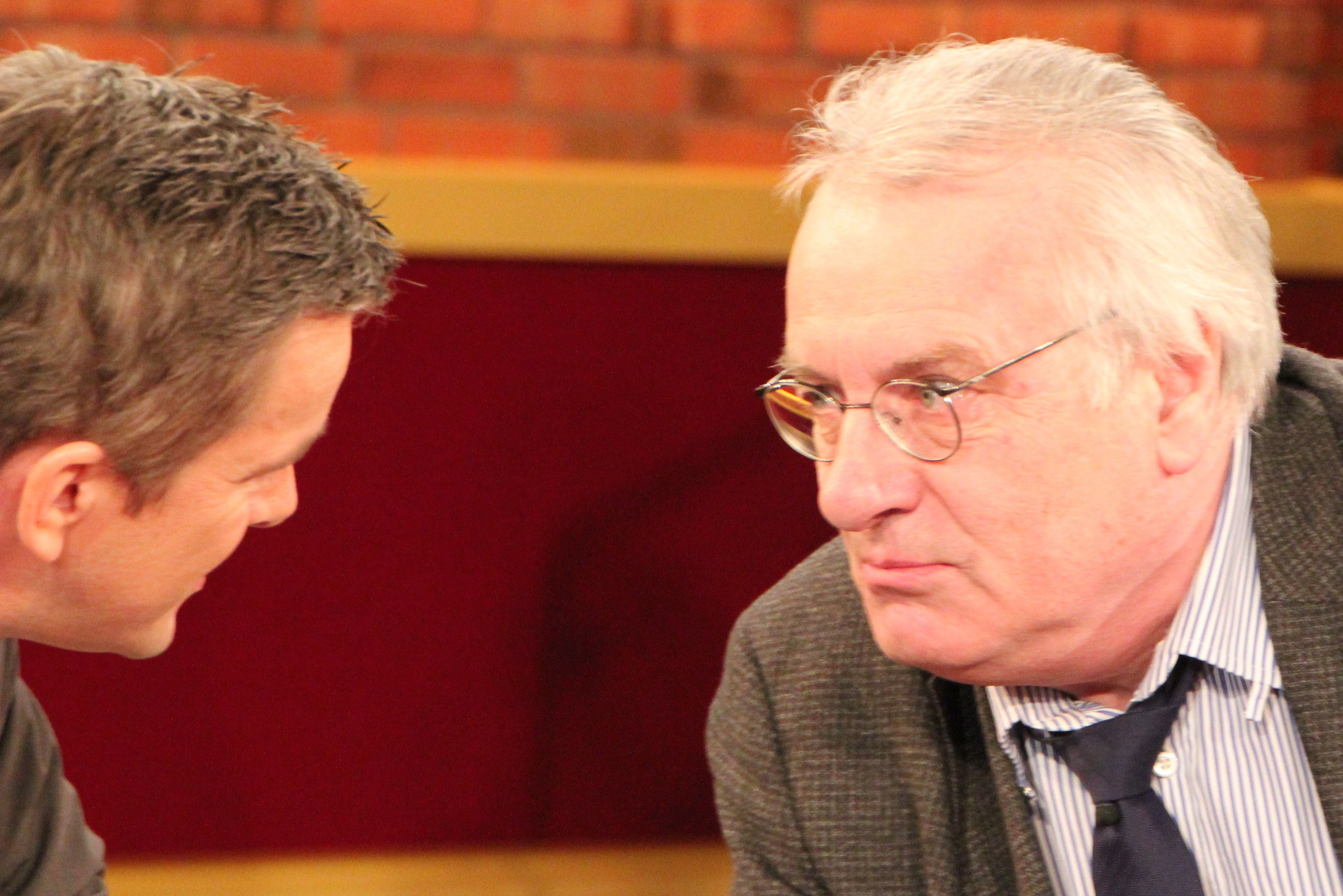
Hans-Hermann Tiedje 2012 in der ZDF-Sendung „Markus Lanz“

Hans-Hermann Tiedje (* 10. April 1949 in Schleswig) ist ein deutscher Journalist und Medienmanager.

## Journalistische Laufbahn
Nach einem abgebrochenen Jurastudium und anschließendem Volontariat beim Hamburger Abendblatt war Tiedje ab 1975 Redakteur der Welt, von 1980 bis 1986 bei Burda (Bunte), dann stellvertretender Bild-Chef (1986 bis 1988), Chefredakteur der Bunten (1988/1989) und daneben Moderator der NDR-Talkshow.
Ab 1989 hatte er den Chefredakteursposten bei Bild inne, den er einige Zeit mit Peter Bartels als gleichberechtigtem Partner teilte. Bekannt wurde Tiedje durch eine Titelseite aus dem Jahr 1991, die den damaligen Bundeskanzler Helmut Kohl um 90 Grad gedreht zeigte und mit der Schlagzeile Der Umfaller titelte. Sie bezog sich auf die Steuererhöhungen in der Folge der deutschen Einheit, die Kohl im Wahlkampf 1990 noch kategorisch ausgeschlossen hatte.
1992 verließ er Bild, war 1993/1994 Redaktionschef von Gottschalk Late Night, der bei RTL ausgestrahlten Late-Night-Show von Thomas Gottschalk, dann 1994/1995 Entwickler, Gründer und Chefredakteur des nach einem Jahr eingestellten Boulevardmagazins Tango (G+J).
Vom 30. August 2006 bis 2009 moderierte er gemeinsam  mit dem ehemaligen Spiegel-Journalisten Hajo Schumacher die wöchentliche Talkshow Links-Rechts auf N24.
In öffentliche Kritik geriet Tiedje, als er am 8. Oktober 2012 in einem Gastkommentar in der Bild-Zeitung den SPD-Politiker Peer Steinbrück wegen umstrittener Honorare als Gastredner in Schutz nahm und gegen die „Neidkultur“ wetterte, ohne dabei zu offenbaren, dass sein Unternehmen WMP Eurocom Peer Steinbrück ebenfalls vermittelt hatte.

## Andere Aktivitäten
1990 wurde Tiedje mit dem Hemingway Preis der Gemeinde Lignano Sabbiadoro für die Berichterstattung rund um die deutsche Wiedervereinigung geehrt. Der Preis wird für herausragende Leistungen in der Literatur und verwandten Bereichen vergeben. 1992 wurde Tiedje von Bundespräsident Richard von Weizsäcker mit dem Bundesverdienstkreuz ausgezeichnet. Die Übergabe fand durch den damaligen bayerischen Innenminister Edmund Stoiber statt.
1996 gründete Tiedje die TV Media Medienmanagement GmbH in Ebersberg bei München, die 2000 Tochterfirma des Kommunikations-Beratungsunternehmens WMP Eurocom AG wurde. Dort war er, inzwischen Ankeraktionär, seit 2000 Vorstandsmitglied und von April 2004 bis 2015 Vorstandsvorsitzender. Von Juli 2015 bis zum August 2020 war er dort Aufsichtsratsvorsitzender.
1998 wurde Tiedje von dem damaligen Bundeskanzler Helmut Kohl in dessen letztem Wahlkampf zum persönlichen Berater ernannt. Er ist Mitglied in diversen Gremien, u. a. stellvertretender Aufsichtsratsvorsitzender der Marseille-Kliniken AG. Nach der Landtagswahl in Mecklenburg-Vorpommern am 3. Oktober 2016 kritisierte er in der Phoenix Runde scharf die Flüchtlingspolitik von Bundeskanzlerin Angela Merkel, die er für die starken Verluste der CDU bei den vergangenen Wahlen verantwortlich machte.
Das Internetblog Achse des Guten übernimmt gelegentlich Artikel von Tiedje, die in anderen Medien, z. B. in der NZZ und Euro am Sonntag, veröffentlicht wurden.